# Will Turner
William “Will” Turner, Jr. es un personaje ficticio de la saga fílmica Piratas del Caribe que encarna a un joven herrero de ascendencia pirata enamorado de Elizabeth Swann. Es interpretado por el actor Orlando Bloom.
A la edad de 13 años, el barco de Will fue asaltado por La Perla Negra y él con su medallón fue flotando insconsciente hasta el barco de Weatherby Swann.
Cuando crece se hace herrero, y se enamora de Elizabeth Swann, la hija del gobernador. Al enterarse de que secuestran a Elizabeth por culpa de su medallón, creyendo que el padre de esta era el de Will ("Bootstrap Bill") va en su búsqueda y tras mil peripecias, acaba junto a Jack Sparrow y Barbossa. El personaje aparece en todas las películas de la saga a excepción de la cuarta

## Biografía ficticia del personaje

### Piratas del Caribe: La maldición del Perla Negra
Elizabeth tenía 12 años cuando navegaba junto a su padre y el entonces Teniente Norrington rumbo a Port Royal. Durante la travesía encontraron los restos de un barco atacado por piratas y a Will Turner flotando a la deriva con un extraño medallón dorado. Una vez el chico estuvo a salvo en su barco y temiendo que el medallón identificase al joven Will como un pirata, Elizabeth lo cogió y se lo quedó sin decir nada a nadie.
Ya siendo una adulta, ella se encuentra durmiendo y de pronto despierta y busca entre sus cosas 
el medallón, después su padre toca la puerta de la habitación de Elizabeth y ella rápidamente esconde el medallón.
Para la ceremonia de ascenso del Comodoro James Norrington, Elizabeth se pone el vestido que su padre le ha traído especialmente de Londres, pues este alberga la esperanza de que su hija y el Comodoro entablen una relación. Efectivamente, al finalizar la ceremonia el Comodoro le propone a Elizabeth hablar a solas con la intención de proponerle matrimonio, pero el encorsetado vestido le juega una mala pasada a Elizabeth y la falta de aire hace que se desmaye cayendo por un acantilado al mar.
Jack Sparrow, que está en el puerto de Port Royal tratando de hacerse con un barco, se lanza al rescate de Elizabeth. Aunque le ha salvado la vida, el Comodoro y su padre no se conmueven y pretenden apresar a Jack por pirata. Elizabeth no está dispuesta a que apresen al hombre que ha salvado su vida y se interpone entre Jack y las armas que le apuntan. Jack aprovecha la ocasión para tomar a Elizabeth como rehén y librarse así de la justicia. Esfuerzo en vano sin embargo, porque finalmente es atrapado en la herrería donde trabaja Will Turner.
Esa misma noche Port Royal es atacado por piratas y toda la ciudad está inmersa en el caos. Elizabeth es llevaba ante el capitán Barbossa porque pretende negociar el cese de las hostilidades contra Port Royal a cambio del medallón dorado que lleva al cuello. Barbossa parece estar de acuerdo con el trato pero además se la lleva como prisonera.
Will Turner convence al Capitán Sparrow de que le ayude a encontrar a Elizabeth, que va a bordo del barco Perla Negra, a cambio de sacarle de la cárcel dónde le han metido. Ambos se hacen con un barco de la Armada Real y parten en busca de la chica.
Ya en el barco el Capitán Barbosa le explica a Elizabeth porque tienen tanto empeño en conseguir el medallón dorado. Se trata de oro azteca maldito. Ahora trataban de encontrar todas las monedas del cofre. Lo que no sabe ella es que es la sangre de "Bootstrap Bill" o la de sus hijos la que se necesita para acabar con la maldición y al decir que ella se apellidaba Turner, los piratas asumieron que se trataba de la hija "Bootstrap Bill".
Jack, Will y una tripulación reclutada en Tortuga se dirigen a Isla de la Muerte, allí es donde Barbossa guarda todo el oro azteca recuperado y donde tienen que acabar con la maldición. Will consigue rescatar a Elizabeth de la isla dejando allí a Jack inconsciente. La tripulación de Jack se marchan sin él.
Con Jack como prisionero Barbossa zarpa en busca de Will y Elizabeth que se han llevado con ellos el medallón a bordo de El Interceptor. Toda la tripulación del Interceptor es hecha prisionera por Barbossa y El Interceptor es destruido. Will, que ahora sabe que necesitan su sangre para acabar con la maldición, amenaza con pegarse un tiro si no liberan a Elizabeth y al resto de la tripulación. Barbossa acepta, pero deja a Elizabeth y Jack abandonados en una isla de contrabandistas de ron.
Elizabeth decide hacer una pequeña fiesta para que Jack se emborrache bebiendo. Cuando Jack se despierta ve cómo Elizabeth ha usado todo el ron para hacer una enorme hoguera y usar el humo como señal. Acuden el Comodoro y su padre a su rescate, volviendo a hacer prisionero a Jack. Elizabeth convence al Comodoro de que vayan a rescatar a Will como regalo de bodas. Ante la perspectiva de casarse con Elizabeth el Comodoro acepta y van a la Isla de la Muerte.
Jack va a la gruta donde está Barbossa e interrumpe el sacrificio diciendo que la Marina Real les aguarda fuera. Jack aprovecha para "robar" una moneda del cofre y conseguir así también ser inmortal. Cuando la mayoría de piratas se ha ido Jack ataca a Barbossa. Jack consigue devolver al cofre la última pieza y con la maldición acabada pega un tiro mortal a Barbossa. El resto de piratas son apresados.

### Piratas del Caribe: El Cofre del Hombre Muerto
Turner se disponía a casarse con Elizabeth pero ambos son arrestados por Lord Cuttler Becket bajo el cargo de haber ayudado escapar a Jack Sparrow. Turner es liberado temporalmente de prisión para dar a Sparrow una patente de corso garantizándole el indulto a Turner y un perdón a Sparrow y a cambio de las patentes Sparrow debía dar su brújula a Becket. Turner lleva a cabo la misión prometiéndole a Elizabeth volver y casarse con ella. Durante su viaje Turner busca a Sparrow y lo encuentra como líder de una tribu de nativos pedegostos y junto con la tripulación del Perla Negra logra escapar junto con Jack. Este lleva a Turner a casa de Tía Dalma quien cuenta la historia de Davy Jones, Sparrow le propone a Turner buscar la llave del cofre al holandés errante, al llegar a un barco naufragado con una pequeña tripulación sobreviviente los cuales están aterrados de miedo, pero en ese momento Davy Jones se les aparece y le ofrece unirse a su tripulación y Turner contesta que fue enviado por Sparrow a saldar su deuda. Jones haciendo un trato con Sparrow de salvar su alma a cambio de 100 almas tomó a Turner como primera alma. Estando en el Holandés, uno de los tripulantes llama a Turner para amarrar un cañón y acuden tanto Will como su padre puesto que tienen el mismo apellido. Will falla en amarrar un cañón y estando a punto de ser castigado con 5 azotes llega su padre "Bootstrap" Bill Turner y confiesa a Davy Jones que es su hijo, Jones obliga a Bill a azotar a su hijo, lo hace en un acto de compasión, debido a que si lo hacían el contra-maestre le hubieran desprendido la carne del hueso con cada azote. Poco después, Bill le propone a su hijo huir pero este no se irá sin la llave. Al ver un juego de apuestas con dados, Turner astutamente hace que Jones muestre donde esconde la llave y apuesten en el juego. Más tarde Turner roba la llave y huye a la isla donde se encuentra el cofre, donde justamente están Jack Sparrow, Elizabeth, quien escapo de prisión y el ex-comodoro James Norrington. Cuando Will se proponía a apuñalar el corazón de Jones se desecandena una lucha con espadas entre Turner, Sparrow y Norrington con motivos egoístas para apuñalar el corazón; Sparrow queriendo liberarse de su deuda con Jones, Turner queriendo liberar a su padre y Norrington queriendo recuperar su vida entregando el corazón a Becket. Sin saber que Norrington robó el corazón, Turner lidera resistencia en el Perla contra el Kraken enviado por Jones para llevar al Perla Negra de vuelta a sus dominios pero tras fracasar abandona junto con la tripulación la nave y a Jack engañado por Elizabeth. Sintiéndose culpables van a ver a Tia Dalma y guiados por Barbossa irán a buscar a Jack al Dominio de Davy Jones.

### Piratas del Caribe: En el fin del mundo
Turner bajo el mando del Capitán Barbossa y junto con la tripulación del Perla Negra viajan a Singapur y logran obtener una nave con nuevos tripulantes y las cartas de navegación de Sao Feng, necesarias para encontrar el rumbo al Reino de Davy Jones. Cuando llegan al Dominio de Jones y rescatan a Jack, Will descubre que Elizabeth encadenó a Jack al mástil del Perla Negra la última vez y lo dejó a merced del Kraken. Una vez que han vuelto del Dominio de Jones, Turner toma temporalmente el mando del Perla Negra mientras Jack, Barbossa y los demás tripulantes investigarían una isla donde casualmente estaba el cadáver del Kraken. Estos después se dan cuenta de que Turner hizo un trato con Sao Feng y el secuas de Lord Beckett, Joseph Mercer, para tomar el mando definitivo del Perla Negra con el objetivo de salvar a su padre de su deuda con Jones. Elizabeth hace un trato con Sao Feng que se queda con ella pensando que es la diosa del mar, Calipso. Tras ver el cambio de trato por parte de los mismos Mercer y Sao Feng, Turner junto con los demás piratas se amotinan y salvan al Perla pero Turner acusado de traidor es llevado al calabozo, pero eso no lo detiene puesto que se sale y deja un "rastro de migajas" usando cadáveres sobre barriles para que Beckett siguiera el rastro hasta la Bahía del Naufragio y Jack lo hace caer junto con uno de los barriles, para que Beckett lo encontrara junto con su brújula. Posteriormente, Turner es rescatado después por el Endeavour donde sostiene una reunión con Beckett y Davy Jones y revela los planes de la hermandad: liberar a Calipso. A la vez Turner se da cuenta de la historia de Davy Jones con Calipso y Jones para su desgracia se entera de que Jack ha escapado de sus dominios. Sao Feng cae ante el Holandés Herrante y nombra a Elizabeth capitana. Elizabeth y su tripulación son llevados al calabozo del Holandés Errante y liberado por Norrinton, pero "Bootstrap Bill" mata a Norrinton cuando ayudaba a escapar a Elizabeth. Los piratas se reúnen en la Bahía del Naufragio y para que puedan declarar un acto de guerra que solo lo puede aprobar el Pirata rey, sorpresivamente Elizabeth es escogida como la Reina de la Hermandad por cortesía de Jack.
Después Turner, Beckett y Jones se reúnen con Jack, Barbossa y Elizabeth (ya capitana en lugar de Sao Feng) donde acuerdan intercambiar a Jack con Will antes de iniciar una batalla entre la Hermandad y la East India Traiding Company. Turner se casa con Elizabeth gracias a Barbossa y se dirige al Holandés Errante para enfrentar a Jones y liberar a su padre, pero tras intentar vanamente matar a Jones éste hunde su espada (anteriormente del asesinado Norrington) en su corazón prácticamente matándolo, cuando "Bootstrap Bill" se enfrenta a Jones en venganza por lo hecho a su hijo a la vez que Jack ayuda Will usar sus últimas fuerzas para apuñalar el corazón de Jones. Will Turner ahora siendo capitán del Holandés Errante libera a la tripulación y al barco de su maldición devolviéndoles su forma humana y junto con el Perla Negra derrotan a Beckett y su nave el Endeavour. Turner pone al timón a su padre a la vez que este le dice la misma condena: un día en tierra, 10 años en el mar. En su única vez en tierra Turner y Elizabeth consuman su matrimonio y Elizabeth recibe el corazón de Will en el cofre y 10 años después Elizabeth junto con su hijo esperan a Will quien aun siendo capitán del Holandés Errante se dirige a tierra cumpliendo su promesa.

### Piratas del Caribe: La venganza de Salazar
Al comienzo de la película, el hijo de Will, Henry Turner deliberadamente intenta romper la maldición, creyendo que ha encontrado una manera de curar la voluntad de su maldición, sino que rechaza esta idea, seguro de que no hay manera de liberarlo de su deber, pidiendo Henry olvidarse de él. Nueve años más tarde, Henry recluta a Jack Sparrow y su pequeño equipo para ayudar a encontrar el tridente de Poseidón, la destrucción del Tridente rompiendo todas las maldiciones impuestas por el mar, incluyendo la maldición que se une a la voluntad del Holandés. Al final de la película, Will se reunió con Elizabeth, pero una secuencia poscréditos sugiere que la destrucción del Tridente implica que Davy Jones regresa a la vida.